# All My Children
All My Children ist eine US-amerikanische Seifenoper, die in den USA am 5. Januar 1970 ihre Premiere feierte. Die letzte Episode der Serie beim Sender ABC lief am 23. September 2011 im US-amerikanischen Fernsehen. Von 1970 bis 2011 entstanden über zehntausend Episoden. Vom 29. April bis zum 2. September 2013 lief All My Children nochmals als Webserie über The Online Network, wo es via Hulu und iTunes abrufbar war, ehe die Serie endgültig beendet wurde. 
Die Idee der Serie stammt von Agnes Nixon, die auch für die Daily-Soap Liebe, Lüge, Leidenschaft verantwortlich ist, die ebenfalls bei ABC beheimatet ist. Die Seifenoper wird international in Südafrika auf dem Fernsehsender SABC 3 ausgestrahlt. In Deutschland wurde die Serie nicht gesendet.
In den Anfangsjahren wurde die Serie in 30 Minuten Länge ausgestrahlt. Im April 1977 wurden die Episoden auf 60 Minuten erweitert. Die Serie wurde in den 1970er-Jahren zunächst vom Fernsehsender AMC produziert und im Januar 1975 an ABC verkauft. In den 1970er-Jahren hatte die Fernsehserie in den Vereinigten Staaten eine so hohe Einschaltquote, dass sie laut Nielsen Ratings als täglich gesendete Show auf Platz 1 in den Jahren 1978/1979 rangierte. Mit dem Tod von Schauspielerin Ruth Warrick im Januar 2005 waren zuletzt nur noch zwei Schauspieler aus der Anfangsepisode von 1970 in der Show vertreten: Susan Lucci und Ray MacDonnell.
Durch wechselseitige Crossover ist All My Children Teil eines Serienuniversums von All My Children, General Hospital, General Hospital: Night Shift, Liebe, Lüge, Leidenschaft, Loving – Wege der Liebe, Port Charles und The City.

## Handlung
Die US-amerikanische Seifenoper All My Children spielt in dem fiktiven Vorort Pine Valley von Philadelphia, Pennsylvania. Die Show dreht sich um das Leben verschiedener fiktiver Familien und Einzelpersonen. In der Seifenoper werden verschiedene Gesellschaftsfragen illustriert. Die Handlung wurde in den 1970er-Jahren und bis in die 1980er-Jahre von den Autoren Agnes Nixon und Wisner Washam geschrieben.

## Schauspieler der Serie

### Gegenwärtige Schauspieler der Serie
| Schauspieler      | Charakter           | Dauer                                                 |
| ----------------- | ------------------- | ----------------------------------------------------- |
| Ryan Bittle       | JR Chandler         | 2013                                                  |
| Vincent Irizarry  | Dr. David Hayward   | 1997–1998, 1998–2006, 2008–2011, 2013                 |
| Francesca James   | Evelyn Johnson      | 2013                                                  |
| Thorsten Kaye     | Zach Slater         | 2004–2007, 2011, 2013                                 |
| Susan Lucci       | Erica Kane          | 1970–2011, 2013                                       |
| Ray MacDonnell    | Dr. Joe Martin      | 1970–2011, 2013                                       |
| Cady McClain      | Dixie Cooney        | 1988–96, 1998–2002, 2005–2007, 2008, 2010, 2011, 2013 |
| Alicia Minshew    | Kendall Hart Slater | 2002–2011, 2013                                       |
| Debbi Morgan      | Dr. Angie Hubbard   | 1982–1990, 2008–2011, 2013                            |
| Eric Nelsen       | AJ Chandler         | 2013                                                  |
| Jordan Lane Price | Celia Fitzgerald    | 2013                                                  |
| Heather Roop      | Jane McIntyre       | 2013                                                  |
| Denyse Tontz      | Miranda Montgomery  | 2013                                                  |
| Darnell Williams  | Jesse Hubbard       | 1981–1988, 2001, 2008–2011, 2013                      |
| Jennifer Bassey   | Marian Chandler     | 1983–1985, 1995–2011, 2013                            |
| Haley Evans       | Miranda Montgomery  | 2006–2007, 2008–2011, 2013                            |
| Jill Larson       | Opal Cortlandt      | 1989–2011, 2013                                       |

### Ehemalige Schauspieler der Serie
| Schauspieler                    | Charakter           | Dauer                           |
| ------------------------------- | ------------------- | ------------------------------- |
| Jenna DiMartini                 | Corrina Vasquez     | 2007–2011                       |
| Alexander Eckstein              | Spike Lavery        | 2007–2011                       |
| Joel Fabiani                    | Barry Shire         | 1999–2010                       |
| Alexa Gerasimovich              | Kathy Martin        | 2006–2011                       |
| Elizabeth Hendrickson           | Maggie Stone        | 2002–2007                       |
| Chris Henry                     | Ren Reynolds        | 2007–2011                       |
| Cheryl Hulteen                  | Winifred            | 1991–2011                       |
| Shannon Kane                    | Natalia Hubbard     | 2008–2011                       |
| Daniel Kennedy                  | Pete Cortlandt      | 2008–2011                       |
| Rebecca Levine                  | Jenny Martin        | 2007–2011                       |
| Michael Malone                  | Val                 | 2001–2011                       |
| Declan McTigue und Rory McTigue | Adam Chandler III   | 2008–2011                       |
| Lee Meriwether                  | Ruth Martin         | 1996–1999, 2002, 2003–2011      |
| Lucy Merriam                    | Emma Lavery         | 2006–2011                       |
| Jack Mungovan                   | Lt. Brian Perry     | 2005–2011                       |
| Scott Peck                      | Ian Slater          | 2007–2011                       |
| Tonya Pinkins                   | Livia Frye          | 1991–1995, 2003–2011            |
| Jessalyn Wanlim                 | Rachael             | 2006–2009                       |
| Tamara Braun                    | Reese Williams      | 2008–2009                       |
| Bobbie Eakes                    | Krystal Carey       | 2003–2011                       |
| Melissa Claire Egan             | Annie Lavery        | 2006–2011                       |
| Beth Ehlers                     | Taylor Thompson     | 2008–2009                       |
| Ricky Paull Goldin              | Dr. Jake Martin     | 2008–2011                       |
| Michael E. Knight               | Tad Martin          | 1982–1986, 1988–1990, 1992–2011 |
| JR Martinez                     | Brot Monroe         | 2008–2011                       |
| Cameron Mathison                | Ryan Lavery         | 1998–2002, 2003–2011            |
| Christina Bennett Lind          | Bianca Montgomery   | 2010–2011                       |
| James Mitchell                  | Palmer Cortlandt    | 1979–2011                       |
| Brianne Moncrief                | Colby Chandler      | 2008–2011                       |
| Eden Riegel                     | Bianca Montgomery   | 2000–2005, 2006–2007, 2008–2009 |
| Cornelius Smith Jr.             | Dr. Frankie Hubbard | 2007–2011                       |
| Chrishell Stause                | Amanda Dillon       | 2005–2011                       |
| Aiden Turner                    | Aidan Devane        | 2002–2011                       |
| Denise Vasi                     | Randi Morgan        | 2008–2011                       |
| Walt Willey                     | Jackson Montgomery  | 1987–2011                       |
| Jacob Young                     | JR Chandler         | 2003–2011                       |
| Brian Lane Green                | Brian Bodine        | 1993                            |

### Verstorbene Schauspieler der Serie
| Schauspieler       | Charakter                                   | Todesdatum         |
| ------------------ | ------------------------------------------- | ------------------ |
| Kay Campbell       | Katherine Martin                            | 27. Mai 1985       |
| David Canary       | Adam Chandler / Stuart Chandler (1983–2013) | 16. November 2015  |
| Jeffrey Carlson    | Zoe Luper / „Zarf“ (2006–2007)              | 6. Juli 2023       |
| Raúl Dávila        | Hector Santos                               | 2. Januar 2006     |
| Louis Edmonds      | Langley Wallingford                         | 3. März 2001       |
| Hugh Franklin      | Dr. Charles Tyler                           | 26. September 1986 |
| Kate Harrington    | Katherine Martin                            | 23. November 1978  |
| Eileen Herlie      | Myrtle Fargate                              | 8. Oktober 2008    |
| Frances Heflin     | Mona Tyler                                  | 1. Juni 1994       |
| Jo Henderson       | Wilma Marlowe                               | 8. August 1988     |
| Paul Gleason       | Dr. David Thornton                          | 27. Mai 2006       |
| William Griffis    | Harlan Tucker                               | 13. April 1998     |
| Elizabeth Lawrence | Myra Sloane                                 | 11. Juni 2000      |
| James Mitchell     | Palmer Cortlandt                            | 22. Januar 2010    |
| Dack Rambo         | Steve Jacobi                                | 21. März 1994      |
| Lynne Thigpen      | Grace Keefer                                | 12. März 2003      |
| Ruth Warrick       | Phoebe Wallingford                          | 15. Januar 2005    |
| Esta TerBlanche    | Gillian Andrassy                            | Juli 2024          |

### Bekannte Schauspieler
Viele Film- und Fernsehschauspieler erschienen in der Serie, bevor sie ihren Durchbruch schafften, unter anderem:
| Schauspieler          | Charakter                  | Dauer                      |
| --------------------- | -------------------------- | -------------------------- |
| Anna Deavere Smith    | Hazel                      | 1983                       |
| Mischa Barton         | Lily Montgomery            | Dezember 1995              |
| Amanda Bearse         | Amanda Cousins             | 1981–1984                  |
| Jonathan Bennett      | JR Chandler                | 2001–2002                  |
| Lacey Chabert         | Bianca Montgomery          | 1992–1993                  |
| Kim Delaney           | Jenny Gardner              | 1981–1984                  |
| Josh Duhamel          | Leo du Pres                | 1999–2002, 2011            |
| Jesse McCartney       | JR Chandler                | 1998–2001                  |
| Sarah Michelle Gellar | Kendall Hart               | 1993–1995                  |
| Lauren Holly          | Julie Chandler             | 1986–1989                  |
| Laura San Giacomo     | Louisa Sanchez             | 1988                       |
| Amanda Seyfried       | Joni Stafford              | 2002–2003                  |
| Michelle Trachtenberg | Lily Montgomery            | 1993–1996                  |
| Michael Nader         | Dimitri Marick             | 1991–1999, 2000–2001       |
| Kelly Ripa            | Hayley Vaughan             | 1990–2002                  |
| Mark Consuelos        | Mateo Santos               | 1995–2002                  |
| Eva LaRue             | Maria Santos               | 1993–1997, 2002–2005, 2011 |
| Justin Bruening       | Jamie Martin               | 2003–2007                  |
| Leven Rambin          | Lily Montgomery Ava Benton | 2004–2008 2007–2008        |
| Kevin Rosga           | James Chandler             | 1999–2002                  |
| Kelli Giddish         | Di Henry                   | 2005–2007                  |